# Anna Eugénie Schoen-René
Anna Eugénie Schoen-René, nata Schoen (Coblenza, 12 gennaio 1864 – New York, 13 novembre 1942), è stata un soprano e docente tedesca con cittadinanza statunitense; è stata la prima donna tedesca ad essere eletta nell'Unione Internazionale delle Arti e delle Scienze di Parigi.

## Biografia
Anna Eugénie Schoen nacque a Coblenza, in Germania, nel 1864. Suo padre era il barone von Schoen, consigliere di corte dell'imperatore e maestro reale di silvicoltura e agricoltura nella Renania. In seguito aggiunse l'ultima parte del suo cognome, René, per rendere omaggio all'influenza francese di sua madre.

### Soprano
La Schoen-René studiò alla Royal Academy of Music di Berlino, in Germania e, su raccomandazione del suo insegnante, divenne allieva di canto della famosa Pauline Viardot-García, a sua volta allieva di pianoforte di Franz Liszt. Riguardo alla sua ammissione come allieva, la Schoen-René disse in seguito: “La mia vera vita di musicista e cantante è iniziata solo dopo aver iniziato i miei studi con lei”.
Debuttò nel ruolo di Cherubino ne Le nozze di Figaro, Zerlina in Don Giovanni e Marcelline in Fidelio al Teatro dell'Opera di Sassonia-Altenburg. A Parigi si esibì in concerti diretti da Charles Gounod. Nel 1891 divenne la “prima donna tedesca ad essere eletta all'Union Internationale des Sciences et des Arts di Parigi”. Nel 1892 ricevette un'offerta di ingaggio dal Metropolitan Opera di New York.

### Docente
Una grave infezione tubercolare pose fine definitivamente alla sua carriera di cantante. Trascorse tre anni con la sorella a Minneapolis, dove fondò due cori all'Università del Minnesota. Successivamente, ampliò i cori trasformandoli in un'Unione Corale universitaria organizzata che partecipava a rappresentazioni operistiche e oratoriali. Teneva lezioni di storia della musica all'università e fu impegnata nella fondazione della Facoltà di Musica. Incoraggiata dal compositore Walter Damrosch, fu determinante nella formazione di una piccola orchestra che in seguito divenne l'Orchestra del Minnesota. Probabilmente fu la prima donna a dirigere un'orchestra negli Stati Uniti.

Nel 1941 pubblicò le sue memorie con il titolo America's Musical Inheritance: Memories and Reminiscences, dove menzionò i suoi traguardi in Minnesota.
... man mano che la mia salute migliorava, elaborai progetti più ambiziosi per la promozione della musica non solo nell'università ma in tutto il Midwest. Ritenevo che l'unico modo in cui i giovani studenti potessero imparare a distinguere tra musica di qualità e musica mediocre fosse quello di ascoltare il meglio, e l'unico modo sicuro per far loro amare la musica per tutta la vita fosse quello di coinvolgerli nella loro produzione. Così ho iniziato a organizzare concerti, oratori e opere con i migliori artisti viventi a Minneapolis, che sarebbero stati accompagnati musicalmente dalla nostra Unione Corale.
Durante l'estate tornava a Parigi per concentrarsi sulla propria formazione con Pauline Viardot-Garcia. Dopo essersi formata come insegnante di canto con suo fratello Manuel García, nel 1909 si trasferì a Berlino come insegnante di canto. Dopo l'inizio della prima guerra mondiale, tornò negli Stati Uniti, dove era cittadina dal 1906. Dal 1925 iniziò a insegnare alla Juilliard School of Music di New York.

### Allievi illustri
Era considerata una delle più importanti insegnanti di canto del mondo occidentale negli anni '20 e '30. La sua rigorosa insistenza sulla disciplina le valse il soprannome tra i suoi studenti di “Generale prussiano”. Tra questi figuravano molti cantanti di rilievo: Lucie Manén, Florencio Constantino, Risë Stevens, Mack Harrell, Judith Doniger, Lanny Ross, Marshall Bartholomew, George Meader, Sonia Essin, Paul Robeson, Thelma Votipka, Lillian Blauvelt, Florence Easton, Karin Branzell, Florence Austral, Charles Kullman, Marie Tiffany, Maria von Maximovitch, Julius Huehn, Eva Gauthier, George Britton, Kitty Carlisle e Margaret Harshaw.
Morì nel 1942 a New York all'età di 78 anni.
Nel suo testamento istituì il Fondo Anna E. Schoen-René, amministrato dal New York Community Trust, stabilendo che il reddito del fondo fosse utilizzato per aiutare i giovani americani a proseguire gli studi in uno dei due campi molto diversi tra loro, la silvicoltura o le arti vocali.